# Fortaleza de Santa Isabel (Kropyvnytsky)
A Fortaleza de Santa Isabel (entre os moradores locais, é conhecido como "montes de terra") é uma fortaleza de barro na cidade de Kropyvnytsky, no centro geográfico da Ucrânia. Este edifício é único porque não existem mais de dez fortalezas deste tipo na Europa.

## História

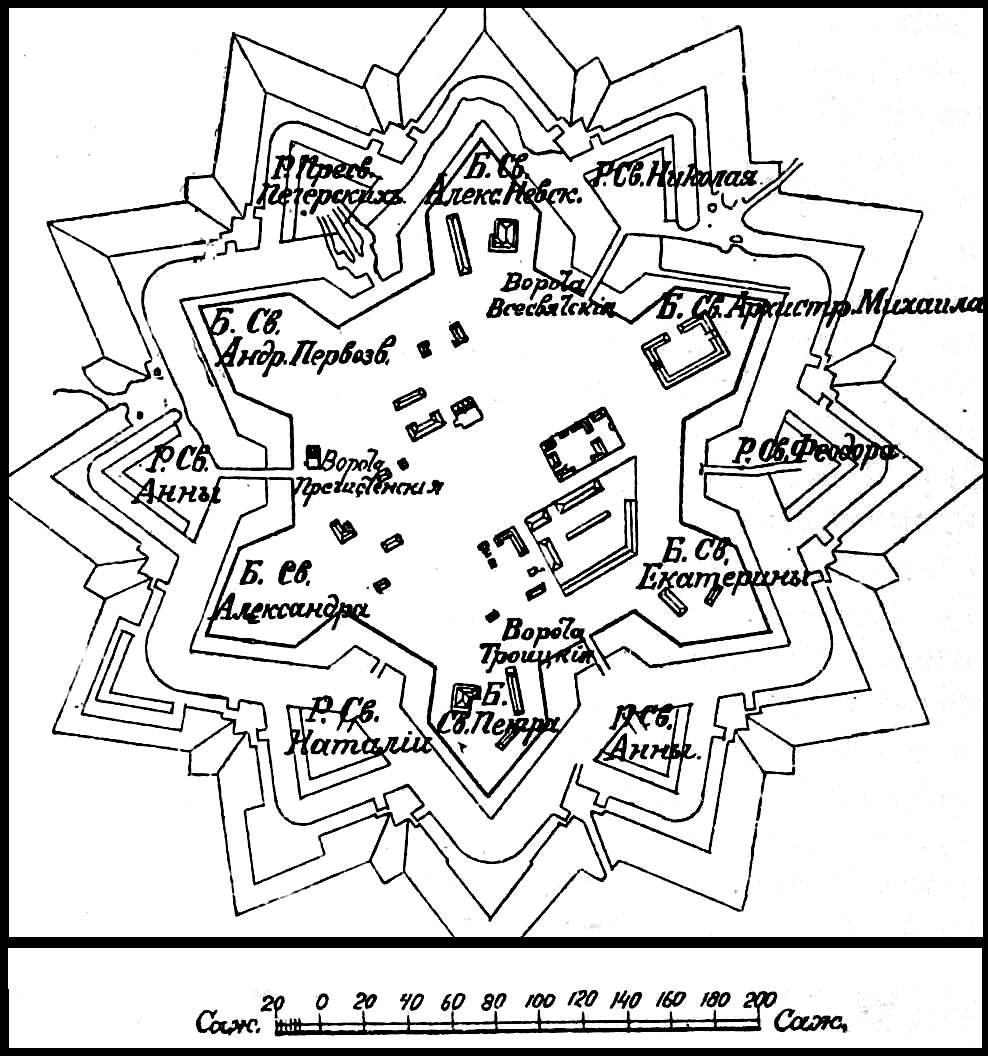
Mapa-esquema

Após a formação nas terras dos cossacos ucranianos do território de assentamento militar chamado Nova Sérvia, a fortaleza foi criada para proteger os territórios dos colonos sérvios dos ataques tártaros. A fortaleza de Santa Isabel foi construída de acordo com o decreto do Senado, que também criou a Nova Sérvia. O decreto foi assinado pela Imperatriz Isabel em 4 de janeiro de 1752. Com base no decreto, o coronel sérvio Ivan Horvat recebeu um certificado de agradecimento e Ivan Glebov recebeu uma instrução.
Para a construção da fortaleza, chegou um regimento de cossacos ucranianos (1.390 homens) da cidade de Hadiach e da cidade de Myrhorod, que concluiu a obra principal em quatro meses: de junho a outubro de 1754. Durante a obra, 72 ucranianos morreram, 233 adoeceram, 855 fugiram para Siche. Em 1763, foi inaugurada na fortaleza uma escola para filhos de oficiais .
A fortaleza de Santa Isabel participou das hostilidades apenas uma vez. Isso aconteceu durante a guerra russo-turca (1768-1774), cuja primeira campanha começou em 1769 com a invasão do Khan da Crimeia Kirim Giray na Ucrânia. Em 4 de janeiro, o exército turco-tártaro de 70.000 homens liderado por ele cruzou a fronteira e em 7 de janeiro parou perto da fortaleza onde o general Isakov estava escondido com a guarnição e os residentes locais. Os crimeanos saquearam as aldeias vizinhas e escravizaram os residentes locais, mas os defensores da cidade repeliram com sucesso os ataques tártaros e afugentaram os invasores. Esta foi a última campanha dos tártaros da Crimeia na Ucrânia.
No verão de 1769, o regimento Don Cossacos estava estacionado aqui, no qual Iemelian Pugachev serviu e ao mesmo tempo o General-em-Chefe Piotr Panin, que posteriormente suprimiu a rebelião de Pugachev, estava estacionado aqui. Muitas vezes e por muito tempo, em 1773-1794, Mikhail Kutuzov veio à fortaleza. Desde 1775, a fortaleza de Santa Isabel perdeu finalmente o seu significado defensivo .

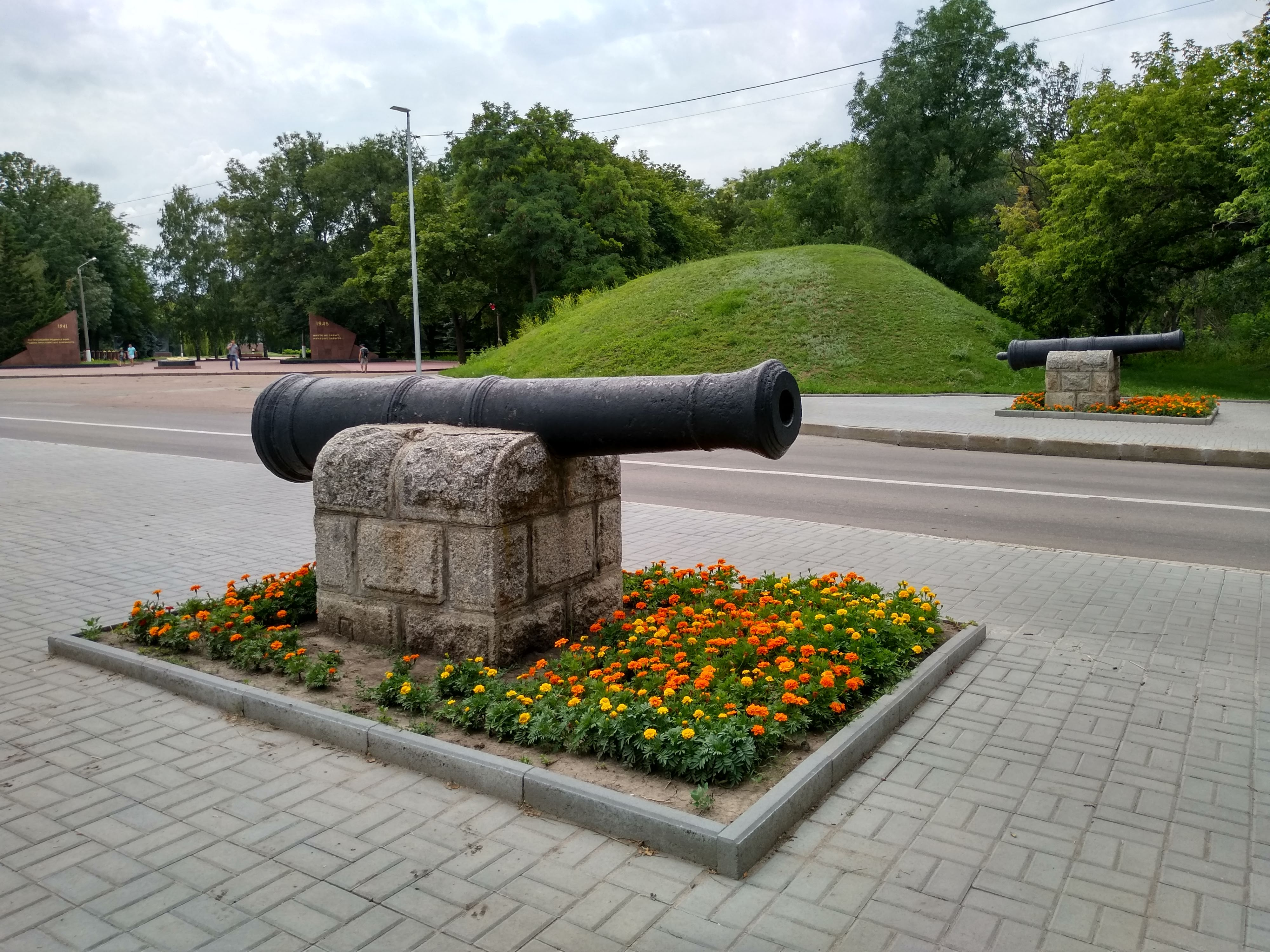
Canhões no portão principal

Após a liquidação dos cossacos ucranianos pelo governo russo, todos os documentos dos cossacos foram mantidos aqui (Até a evacuação para Kiev em 1918 durante a Guerra de Independência da Ucrânia). Em 1784, a fortaleza foi liquidada e toda a artilharia foi transportada para Kherson. Gradualmente, ao longo de vários anos, a fortaleza foi desarmada. 
De 1786 a 1792, Alexander Suvorov visitou a fortaleza. Em 27 de setembro de 1782, Gregório Potemkin chegou pela primeira vez à fortaleza, depois viveu aqui por algum tempo e em 1787-1788 fundou aqui uma das primeiras instituições de ensino médico da Ucrânia, que se formou em Iefrem Mukhin (o colégio foi nomeado em seu honra), que se tornou um excelente cirurgião e foi um dos professores de Nikolai Pirogov. O próprio Pirogov trabalhou durante vários anos no hospital da fortaleza.
Em 1788, o marechal de campo austríaco Carlos José de Ligne visitou aqui e deixou suas memórias ao chegar à Europa. Em 1794, aqui ainda estavam armazenados 162 canhões, que atendiam 277 atiradores. Em 1797-1801, a fortaleza era o centro administrativo da Nova Rússia.
Canhões e suprimentos de artilharia foram exportados para as cidades fronteiriças, principalmente para Kherson. Apenas dois canhões sobreviveram na antiga fortaleza - estão instalados em pedestais de pedra na entrada do antigo portão principal. O cancelamento total do status da fortaleza ocorreu em 15 de março de 1805. A guarnição foi dissolvida, mas o quartel abrigou um batalhão (três companhias) por muitos anos.. O contorno da fortaleza tornou-se o brasão da cidade

Brasão da cidade

Durante a Guerra Soviético-Ucraniana, o governo soviético criou aqui uma prisão para oponentes políticos, principalmente para os atamans da República Popular da Ucrânia.
De acordo com documentos desclassificados em 2008, durante os anos do Holodomor de 1932-1933 e das repressões de 1930s, funcionários da OGPU e do NKVD enterraram secretamente aqui aqueles que morreram de fome e aqueles que foram torturados em câmaras de tortura, enterrando os corpos em valas comuns. Segundo o historiador local Sergei Milyutin, metade dos condenados ao abrigo do artigo sobre “contra-revolução” nesta cidade, além dos ucranianos, eram gregos, cujas famílias vieram para cá no século XVIII, alemães, judeus e polacos. No 1960-1980s , dissidentes de toda a Oblast de Quirovogrado foram torturados aqui, num antigo hospital.
No território da antiga fortaleza existem complexos memoriais dedicados aos heróis da Segunda Guerra Mundial e da Guerra Russo-Ucraniana (2014-). Também em 2016, foi erguido um memorial às vítimas do Holodomor (durante a fome artificial em massa de 1932-1933, organizada pelas autoridades soviéticas, a cidade perdeu 2.238 habitantes).
No verão de 2021, um blogueiro estrangeiro visitou esta fortaleza pela primeira vez. Alex van Terheyden, conhecido no YouTube como o Wondering Englishman. Durante sua viagem pela Ucrânia, ele visitou Kropyvnytsky e fez um video passeio de 45 minutos pelos principais atrativos da cidade, prestando atenção nesta fortaleza .

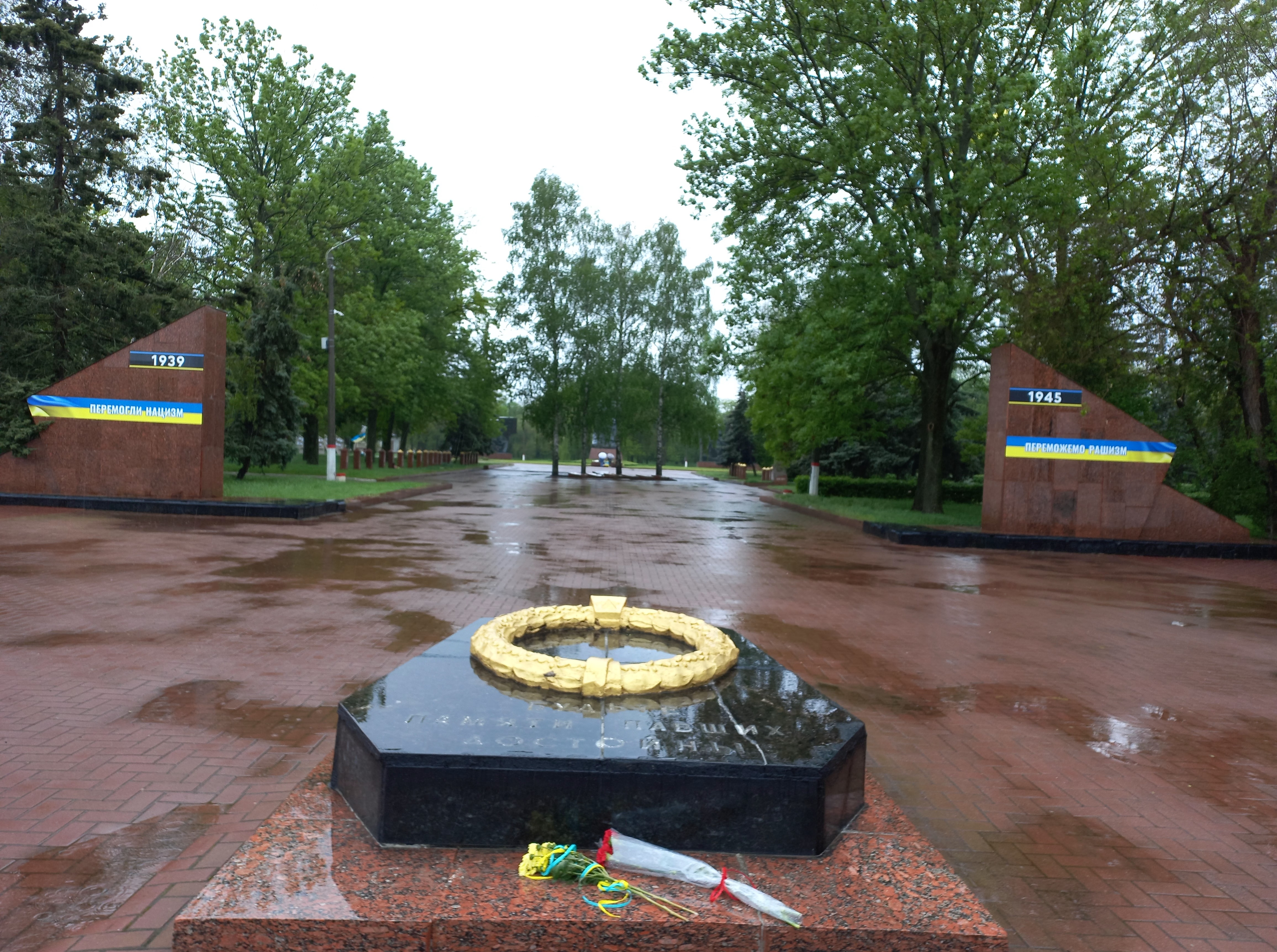
Entrada do cemitério militar (inscrição: a humanidade derrotou o nazismo, o que significa que o putinismo (o regime político da Rússia) também vencerá
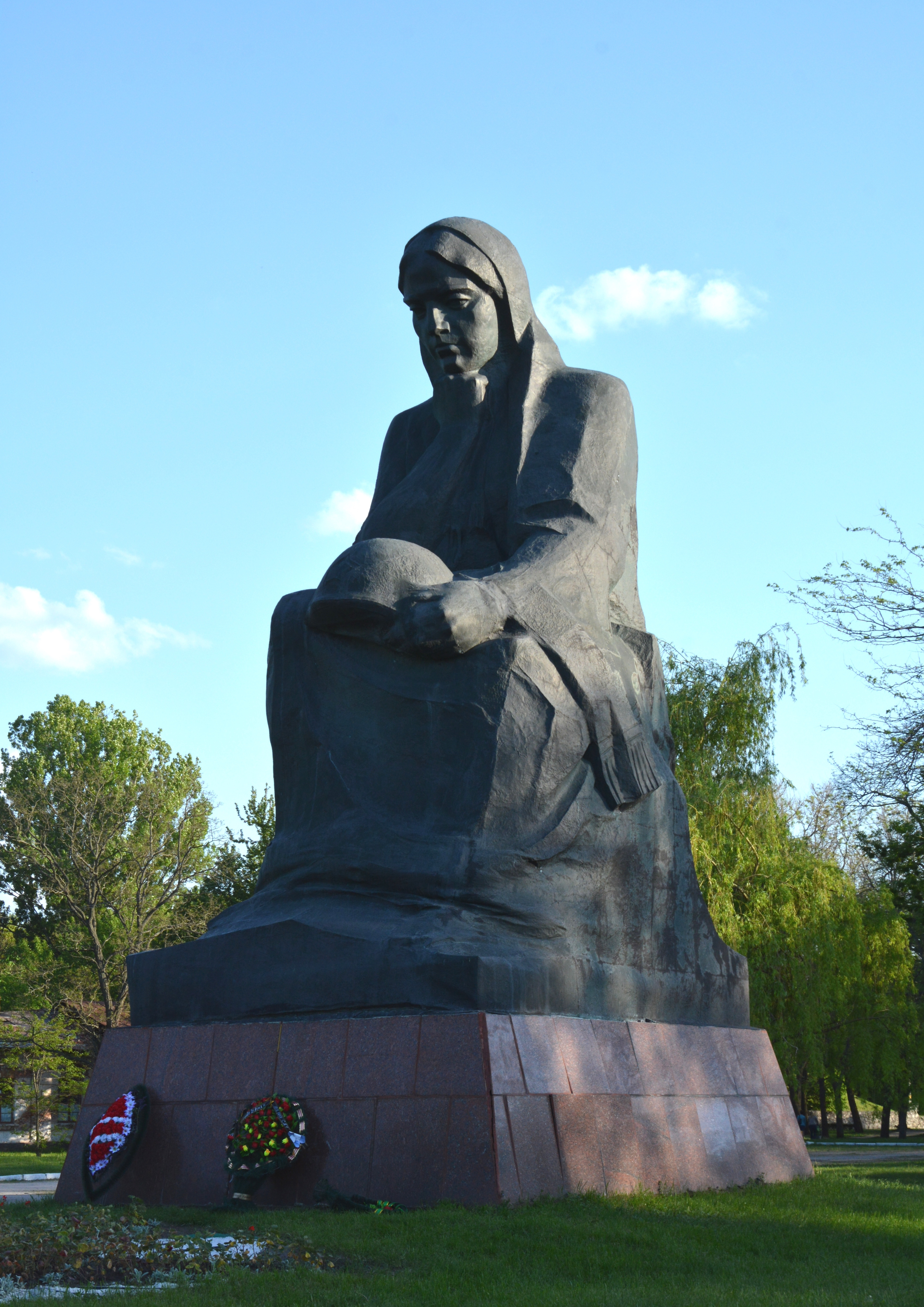
Monumento "Pátria de luto"
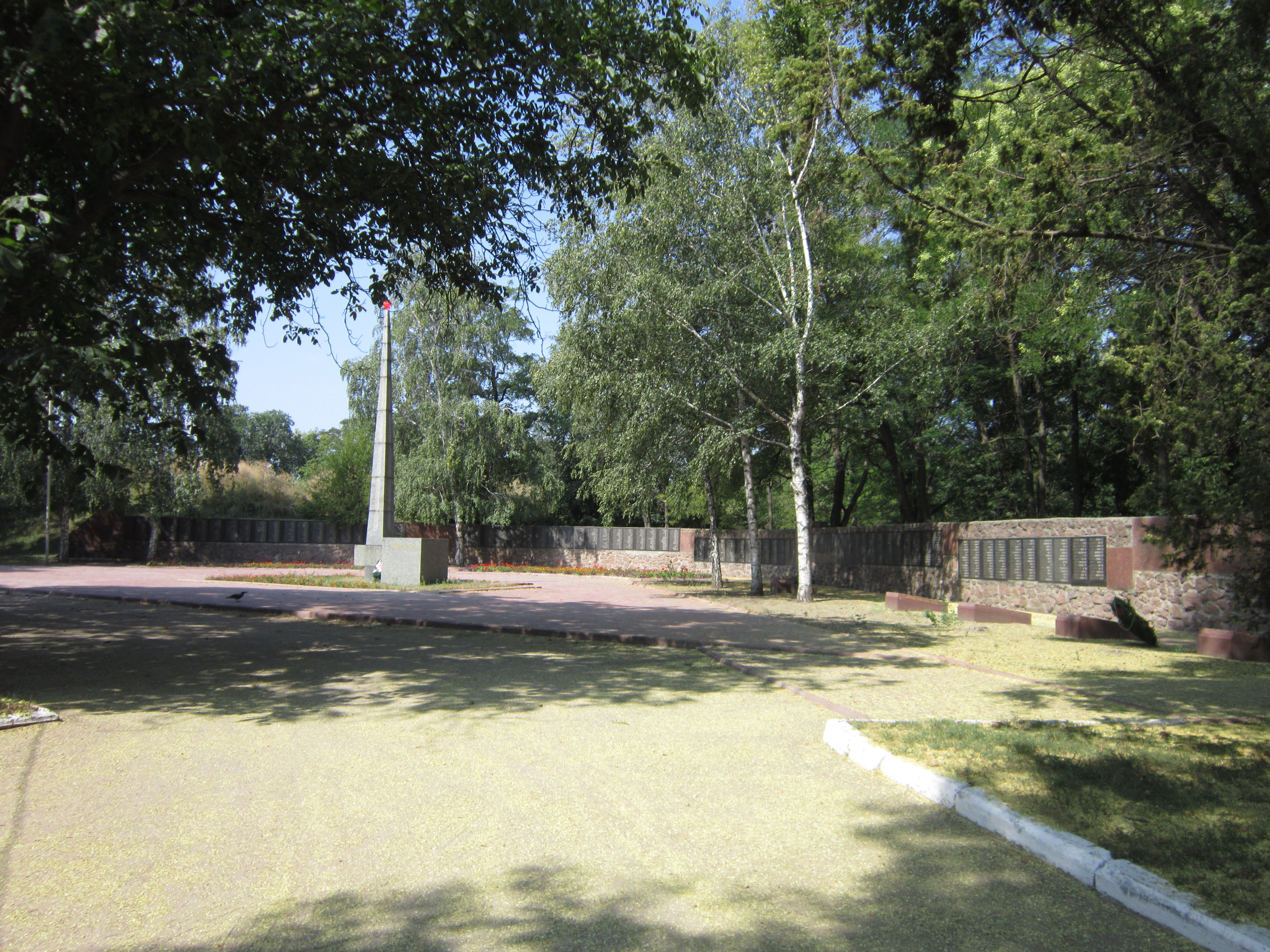
amuro da memória
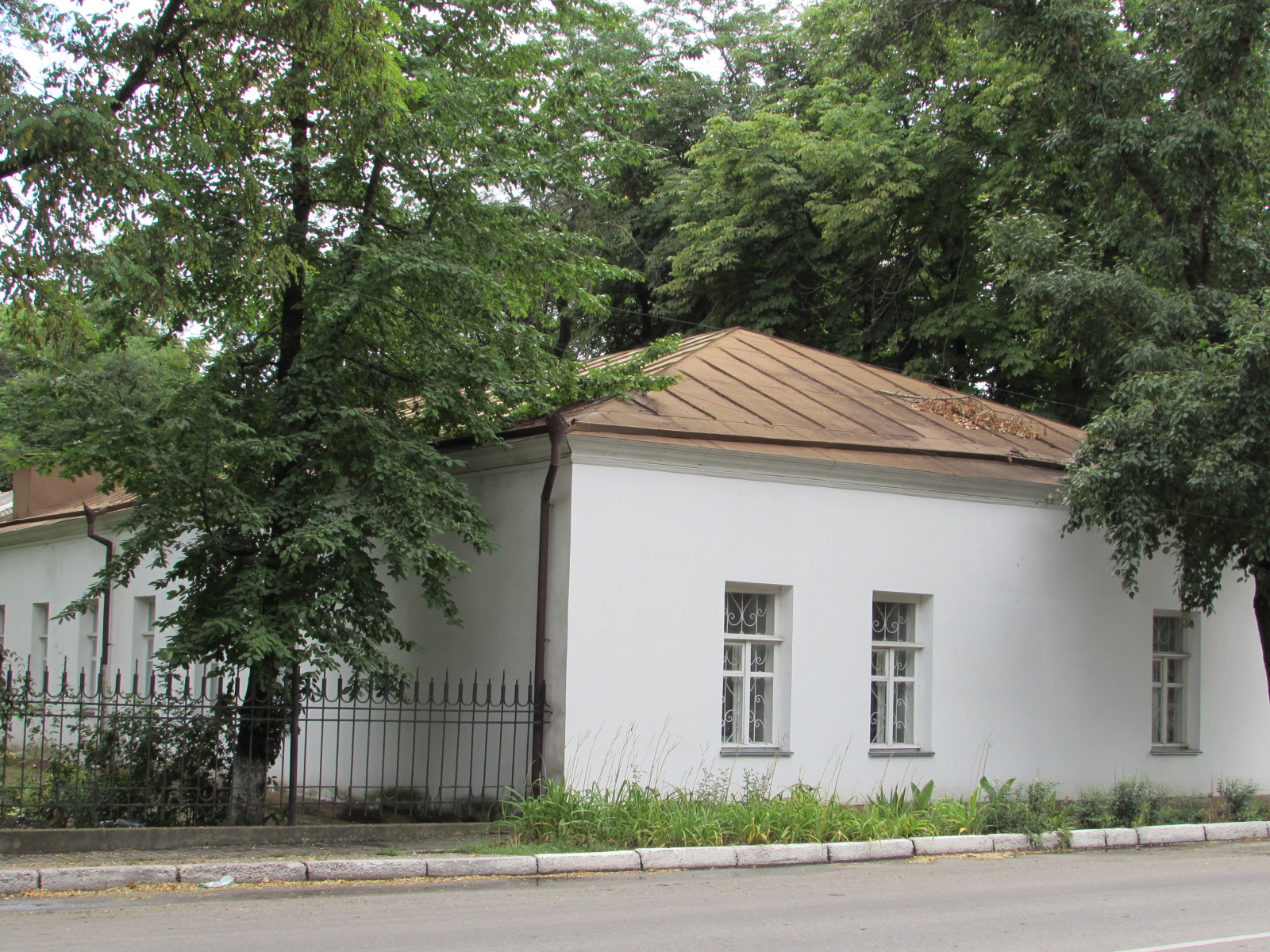
O antigo quartel-general do exército russo
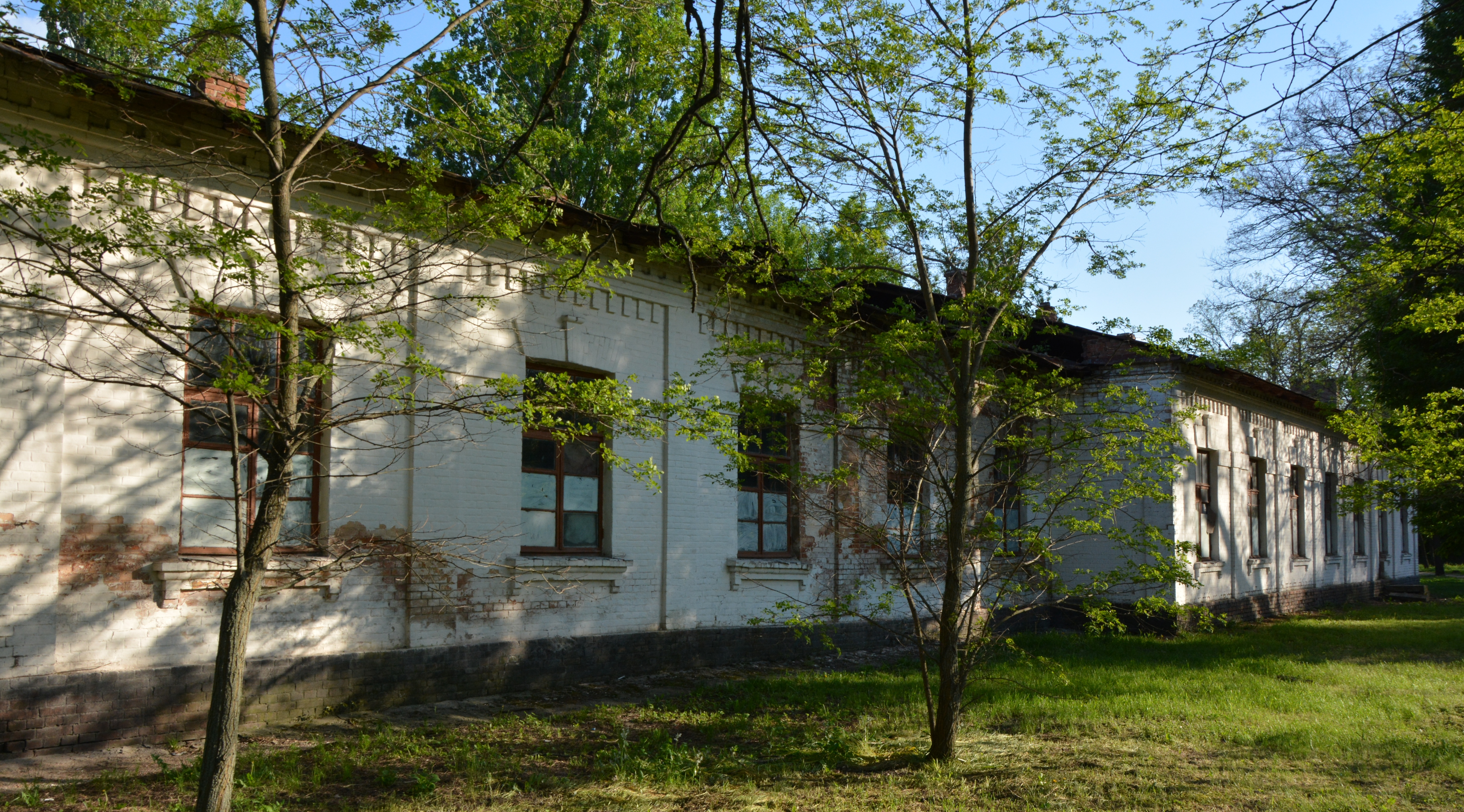
O prédio principal do hospital
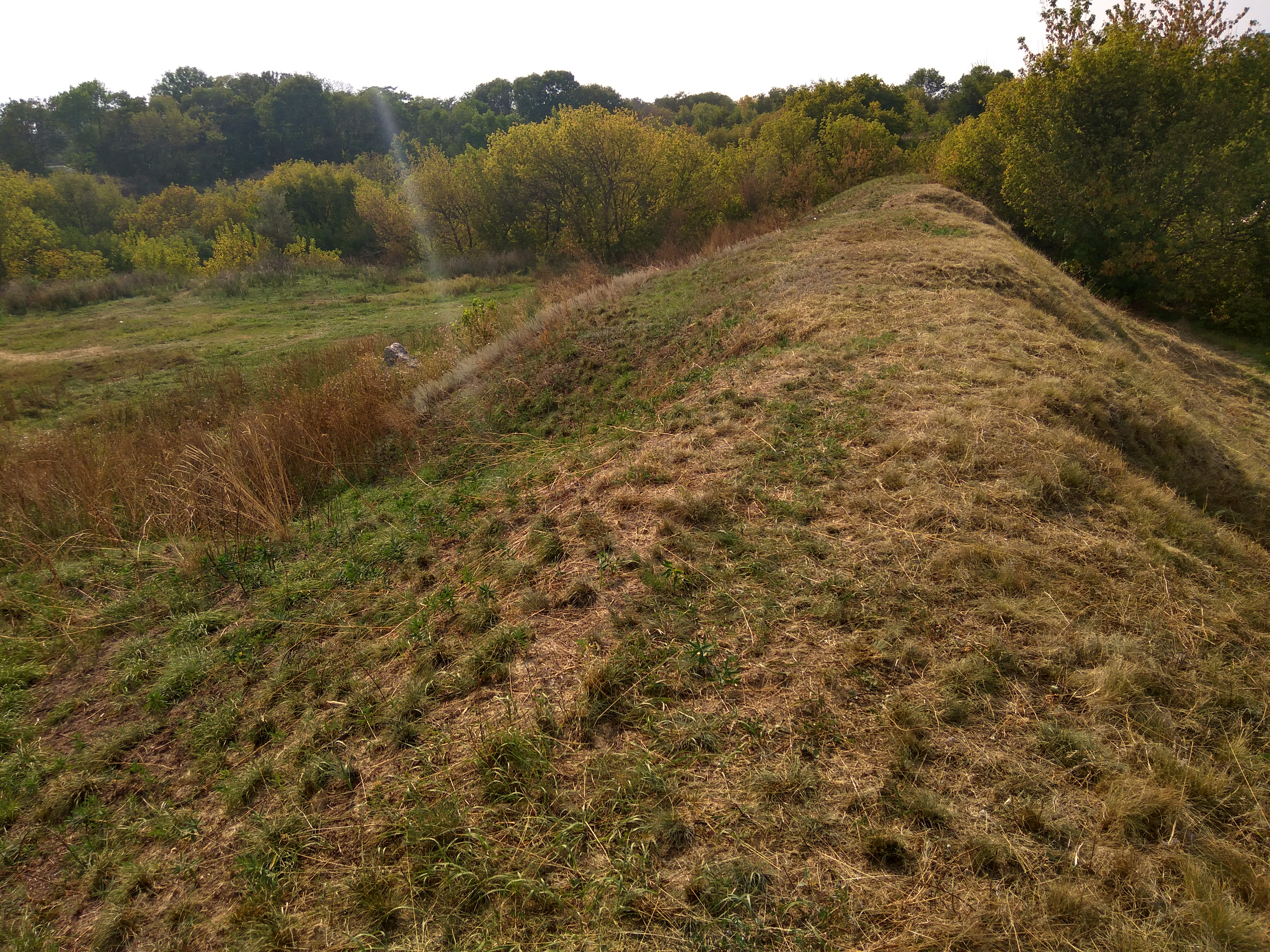
Restos de fortificações de terra
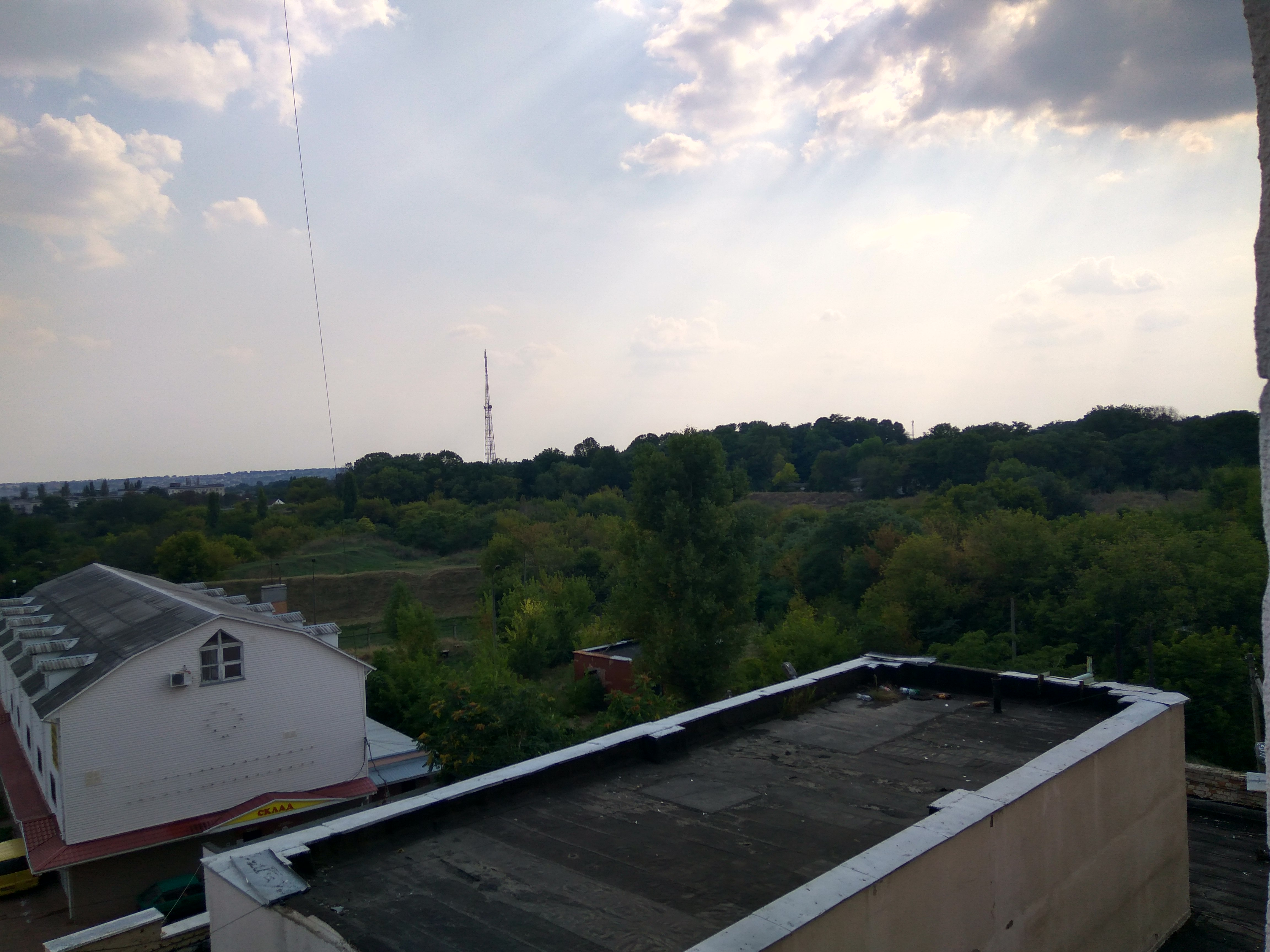
vista do topo
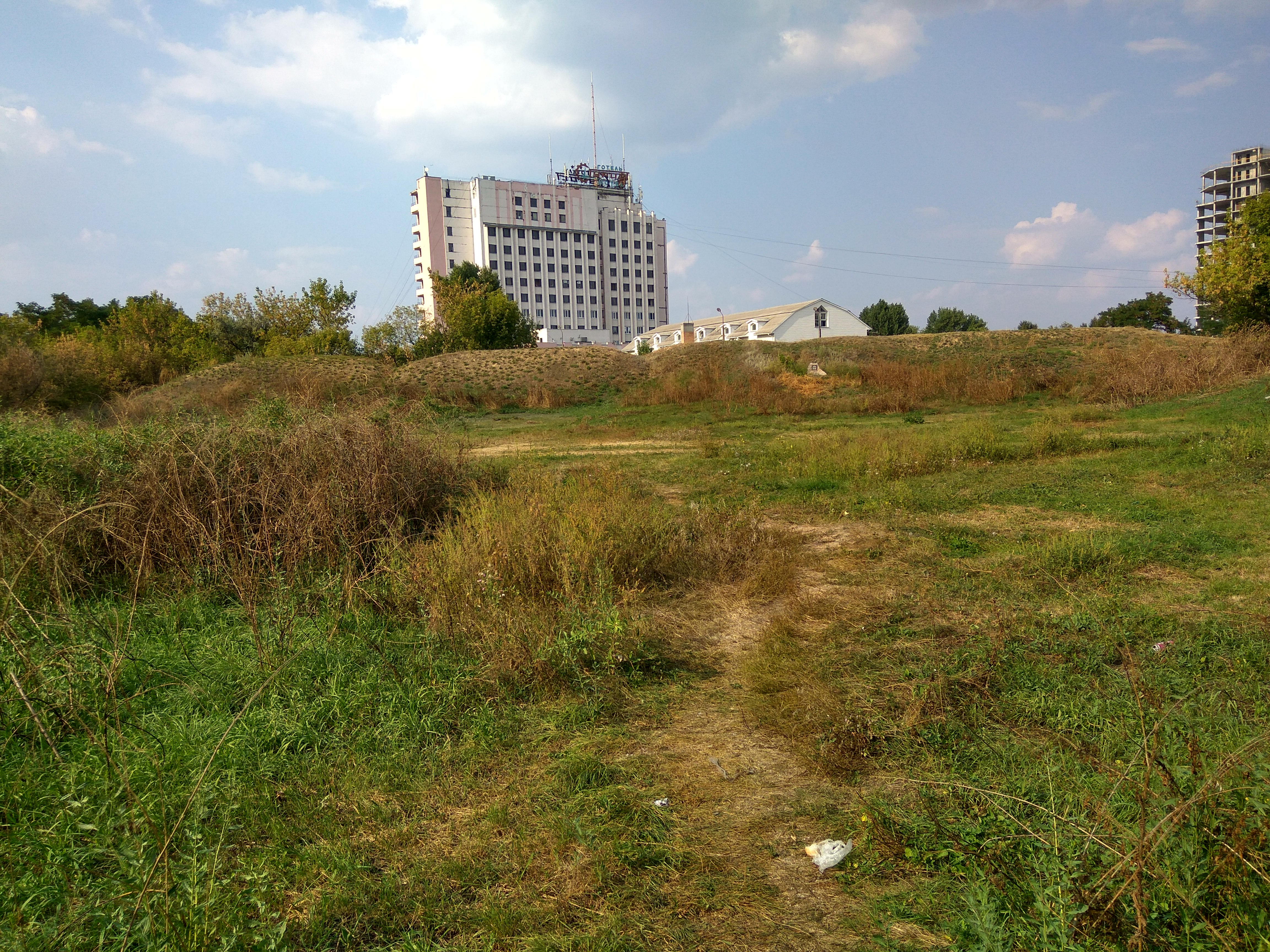
A parte norte das fortificações de terra
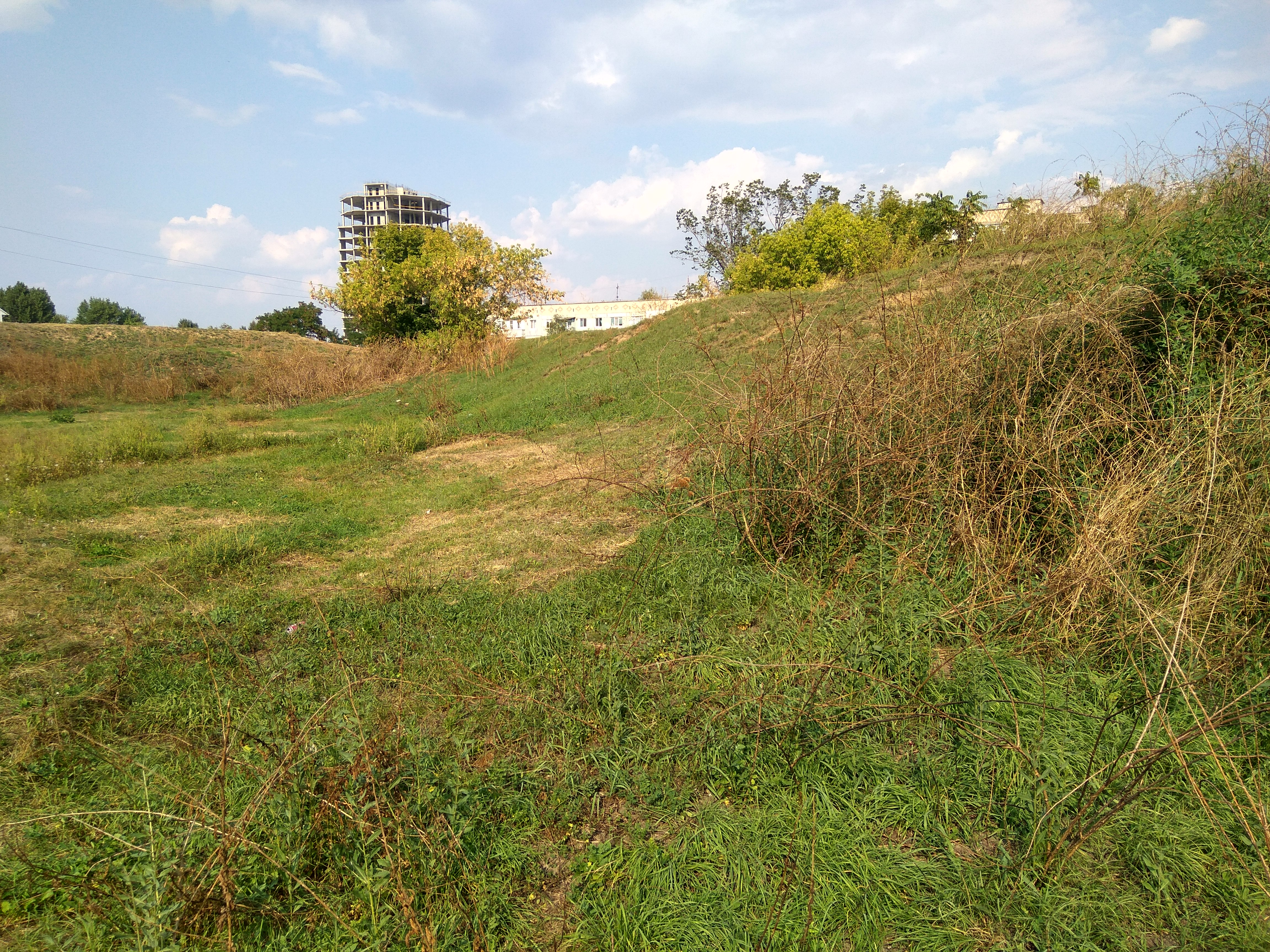
Parte oriental
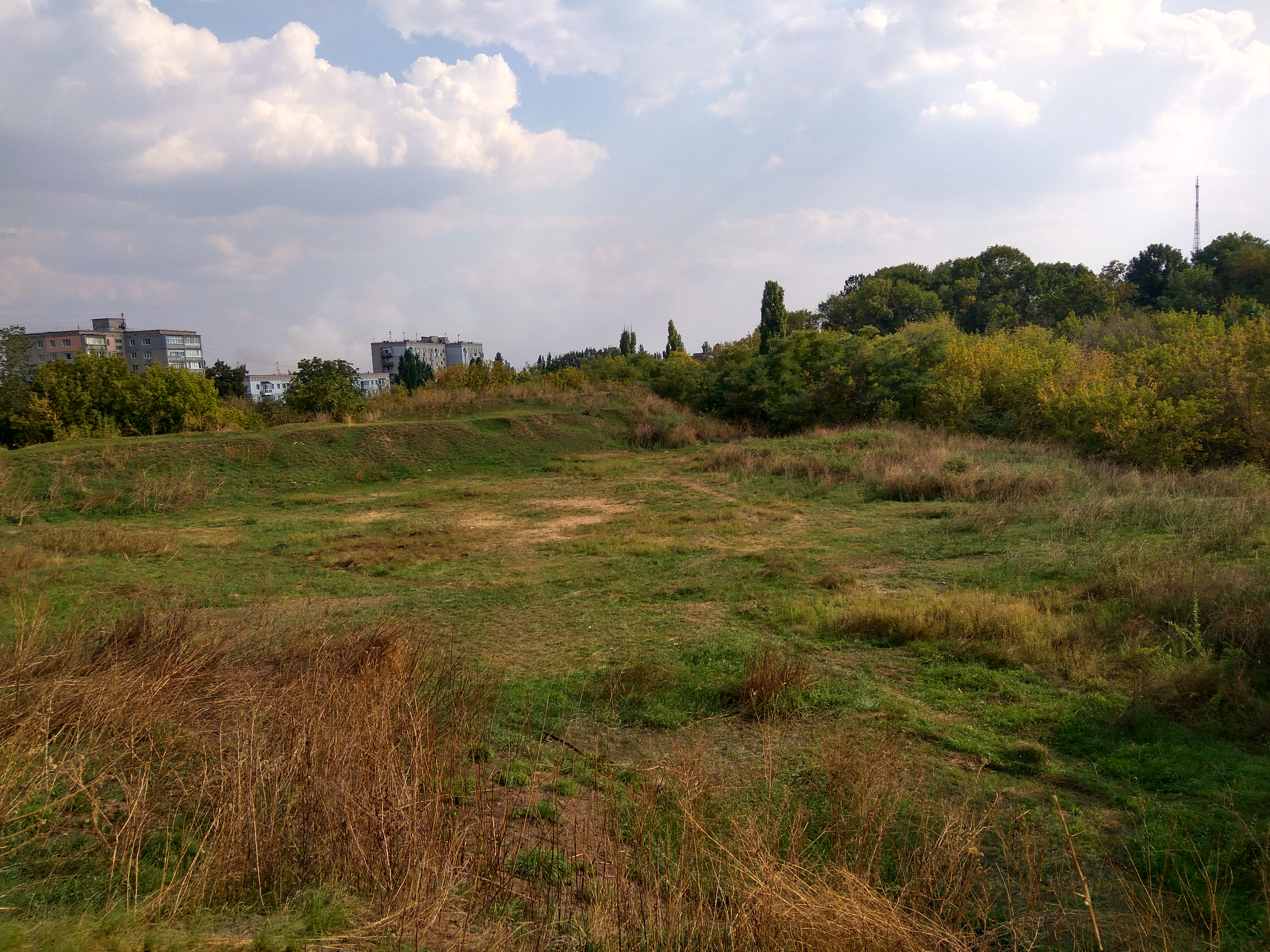
Parte ocidental
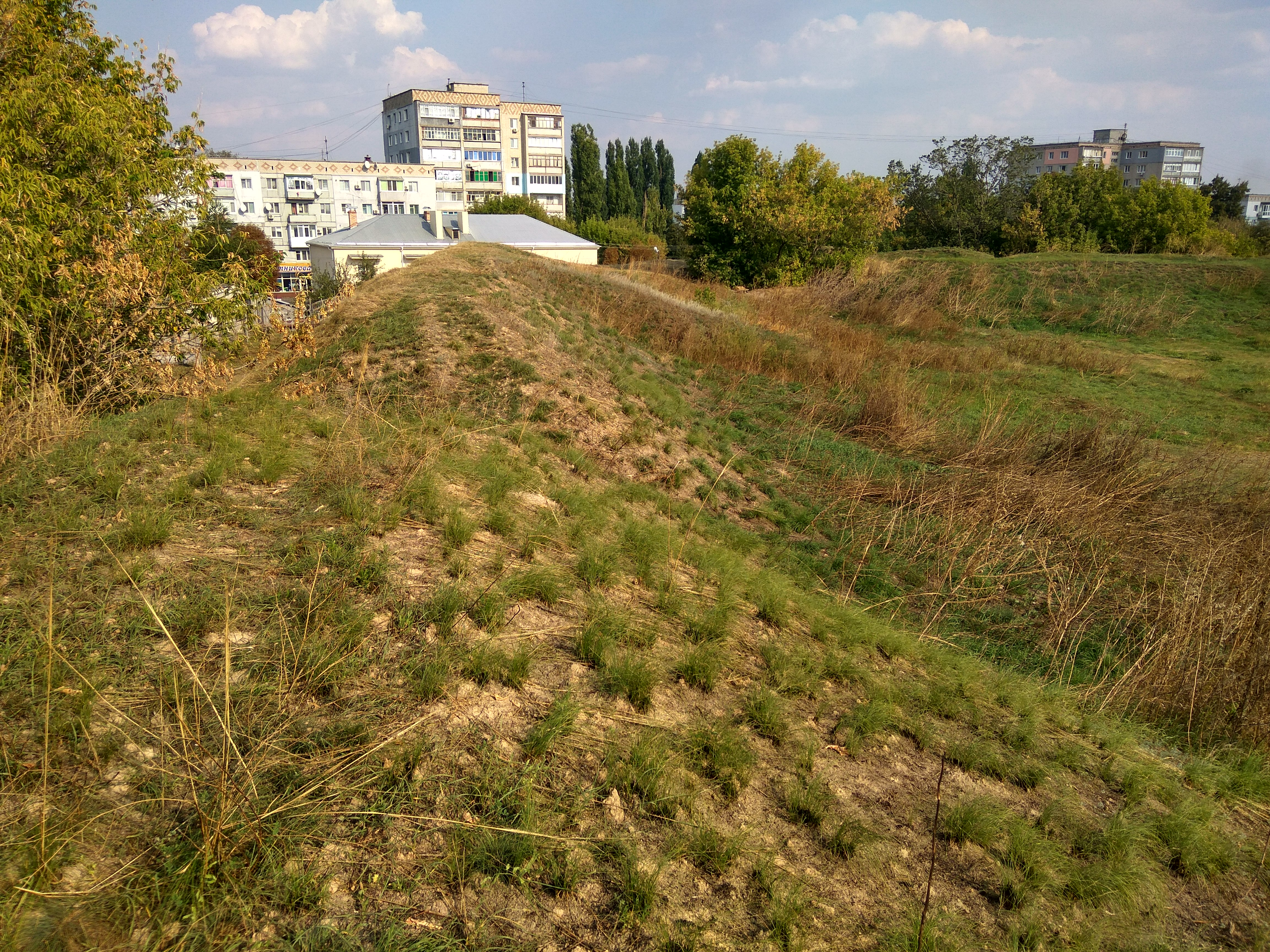
A parte sul

Houve propostas na comunidade local para restaurar a fortaleza concretando as suas fortificações para que não desaparecessem com o tempo e transformando-a numa atracção turística popular, mas devido ao elevado nível de corrupção no país (a partir de 2018, a Ucrânia é oficialmente o país mais corrupto e mais pobre da Europa), estas propostas não foram consideradas pelas autoridades locais .